# 금속함량

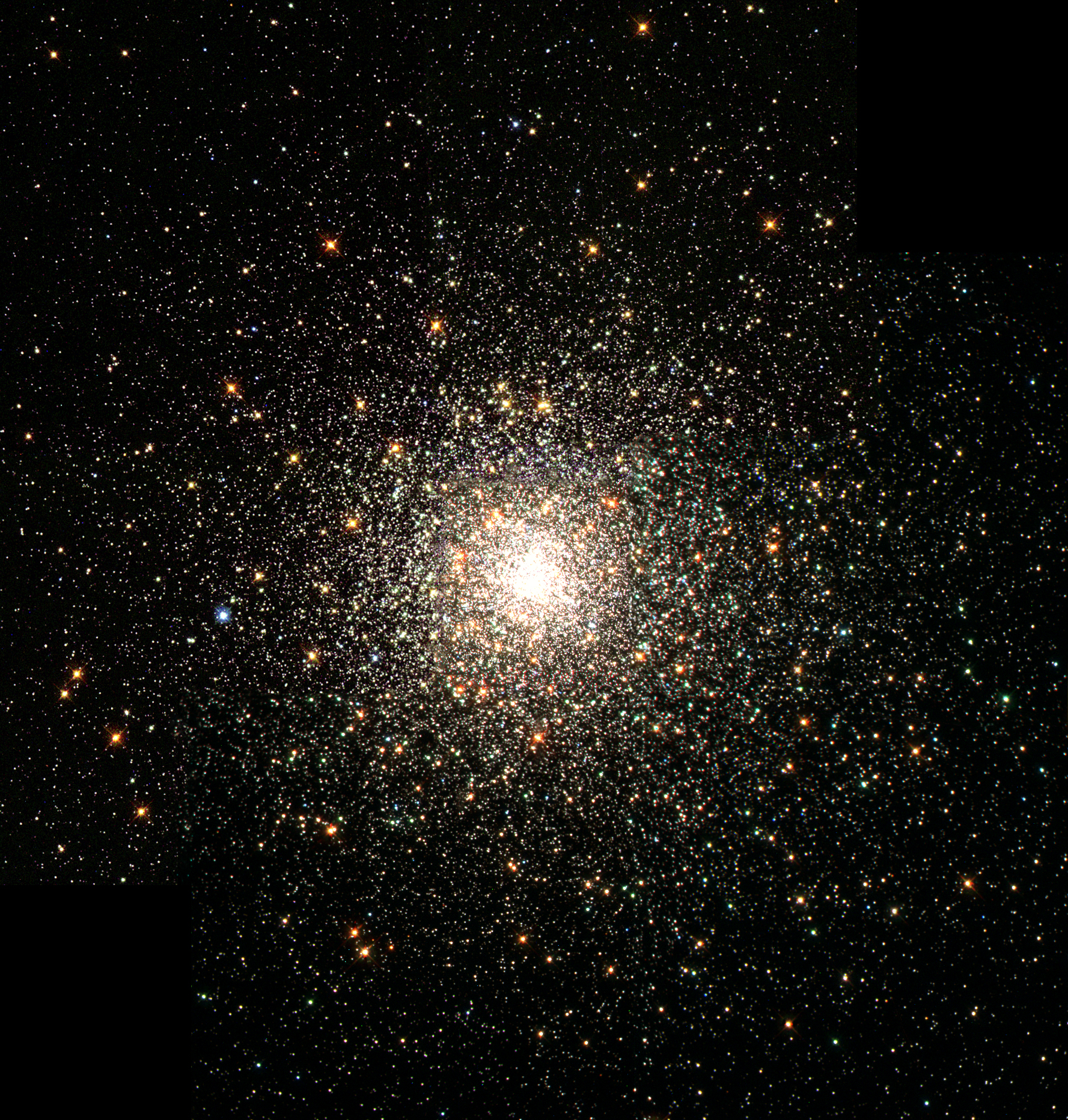
구상 성단 M80. 구상 성단에 있는 별들은 대부분 금속함량이 적은, 항성종족 II이다.

금속 함량(金屬含量) 또는 금속함량비(金屬含量比), 금속 함유량(金屬含有量), 중원소 함량(重元素含量)은 천문학과 우주론에서, 한 천체를 구성하는 수소와 헬륨을 제외한 화학 원소로 만들어진 물질의 비율을 뜻한다. 이 용어는 보통 화학에서 사용하는 금속과는 다른 의미이다. 우주를 구성하는 원소는 대부분 수소와 헬륨으로 이루어져 있기 때문에, 천문학자들은 이 두 원소를 제외한 나머지를 '금속'이라고 부른다. 분광형 K나 M 항성 상층 대기처럼 상대적으로 온도가 낮은 부분이나, 혹은 가장 강한 화학 결합을 제외하고는, 항성과 같이 극도로 뜨거운 환경에서는 금속 결합이 거의 불가능하다. 따라서 천문학에서 일컫는 '금속'은 화학에서 다루는 통상적인 금속과는 관련이 거의 없다. 예를 들면 탄소, 질소, 산소, 네온은 통상 화학 분야에서는 비금속으로 취급하지만, 상기 성분들이 많이 포함되어 있는 성운을 천문학에서는 '금속이 풍부한 성운'이라고 부른다.
한 천체의 금속함량은 그 천체의 나이를 알 수 있는 척도가 된다. 대폭발 이론에 따르면 우주가 처음 탄생했을 때는 수소가 우주 구성 원소의 대부분이었고, 대폭발 핵합성을 통해 상당한 양의 헬륨이 생겨났으며, 기타 매우 적은 양의 리튬과 베릴륨도 발생했다. 여기서 태어난, 항성종족 III으로 불리는 최초의 별들은 중원소가 거의 없었다.(위에서 언급했듯이 천문학에서는 헬륨보다 무거운 원소들을 중원소 또는 금속이라고 부른다.) 이 별들은 믿기지 않을 정도로 질량이 컸으며, 수명을 다하면서 핵합성 작용을 통해 주기율표의 26개 원소(철까지)를 만들어 냈다. 이들은 초신성 폭발로 일생을 마치면서(항성종족 III는 목격한 사례가 없으나 초신성에서 중원소가 만들어진다는 점을 고려한 예측이다) 무거운 원소들을 우주 공간에 방출했다. 항성종족 III은 2007년 기준으로 아직 발견되지 않았으나, 대폭발 이론 모형을 통하여 이들이 존재했으리라고 추측하고 있다. 종족 III이 죽은 뒤 태어난 별들은 선조가 뿌린 원소들 속에서 태어났다. 지금 관측되고 있는 가장 늙은 별들은 항성종족 II라고도 불리는, 종족 III의 자손들로 이들의 금속함량은 매우 작다. 항성이 대를 이을수록 그들이 태어난 가스 구름이 선조가 만든 중원소가 풍부한 우주먼지를 많이 포함하고 있기 때문에, 후대 항성들 내부의 금속량은 증가한다. 이들은 다시 죽음을 맞으면서 행성상 성운, 초신성 폭발의 형태로 금속이 풍부한 물질을 성간 매질에 공급하기 때문에, 이후 태어나는 별들은 더 많은 중원소를 갖게 된다. 이렇게 태어난 가장 젊은 별들(태양도 포함되어 있다)은 금속 함유량이 더 높으며, 이들을 항성종족 I로 부른다.
우리 은하 내에서 금속함량은 은하 중심에서 가장 높고, 바깥쪽으로 갈수록 낮아진다. 이처럼 금속함량이 점진적으로 변하는 것은 은하 중심부에 있는 별들의 밀도에 기인한다. 은하 중심부에는 별이 주변보다 더 많고 시간이 흐르면서 중원소들이 성간 매질로 다시 반환되고 새로운 별로 뭉치는 빈도가 외곽보다 높다. 비슷한 원리로 거대한 은하는 작은 은하보다 금속함량이 높은 경향이 있다. 마젤란 은하(우리 은하를 공전하며, 두 개의 불규칙 은하로 이루어져 있음)의 경우, 대마젤란 은하는 우리 은하 금속함량의 40% 정도이며, 소마젤란 은하는 10% 정도이다.

## 계산
태양의 금속함량은 전체 질량의 1.6% 정도이다. 다른 항성들의 경우 금속함량을 보통 [철/수소]([Fe/H])로 표시하는데, 이는 태양 대비 해당 항성의 금속함량비를 로그로 표현한 것이다. (철은 중원소 중 가장 많지는 않으나, 스펙트럼상 가시광 영역에서 감지하기가 제일 쉬움) 해당 로그 표현식은 다음과 같다.
| {\displaystyle [\mathrm {Fe} /\mathrm {H} ]=\log _{10}{\left({\frac {N_{\mathrm {Fe} }}{N_{\mathrm {H} }}}\right)_{star}}-\log _{10}{\left({\frac {N_{\mathrm {Fe} }}{N_{\mathrm {H} }}}\right)_{sun}}} |

{\displaystyle N_{\mathrm {Fe} }} 과 {\displaystyle N_{\mathrm {H} }} 은 각각 단위 부피당 존재하는 철과 수소의 원자수이다. 이 공식에 따르면 태양보다 금속함량이 높은 별은 양의 로그값을 가지며, 낮은 별은 음의 로그값을 갖게 된다. 해당 로그값은 거듭제곱의 지수에 해당하며, 값이 +1인 별은 태양보다 금속함량이 101배 높고, +2인 별은 100배(10²), +3인 별은 1천 배(10³) 높다. 반대로 값이 -1인 별은 태양보다 금속함량이 10분의 1배(10 −1)이며, -2일 경우 100분의 1배(10−2)가 된다. 젊은 항성종족 I 별들은 종족 II보다 철-수소 비율이 훨씬 높다. 태초의 항성종족 III 별들은 금속함량 로그값이 -6 아래였을 것으로 추측한다. 이에 따르면 종족 III에 있는 중원소비는 태양의 백만분의 일이 못 된다.
태양 구성 원소들의 함량비 차이를 표시하는 데에도 같은 종류의 표시법을 사용한다. 예를 들어 다음 식에 나오는 [산소/철]([O/Fe])은 태양과 다른 별의 산소 함량 및 철 함량 차이를 로그값으로 표시한 것이다.
| {\displaystyle [\mathrm {O} /\mathrm {Fe} ]=\log _{10}{\left({\frac {N_{\mathrm {O} }}{N_{\mathrm {Fe} }}}\right)_{star}}-\log _{10}{\left({\frac {N_{\mathrm {O} }}{N_{\mathrm {Fe} }}}\right)_{sun}}} |

| {\displaystyle =\left(\log _{10}{\left({\frac {N_{\mathrm {O} }}{N_{\mathrm {H} }}}\right)_{star}}-\log _{10}{\left({\frac {N_{\mathrm {O} }}{N_{\mathrm {H} }}}\right)_{sun}}\right)-\left(\log _{10}{\left({\frac {N_{\mathrm {Fe} }}{N_{\mathrm {H} }}}\right)_{star}}-\log _{10}{\left({\frac {N_{\mathrm {Fe} }}{N_{\mathrm {H} }}}\right)_{sun}}\right)} |

위 공식에 따르면, 가스가 순수한 수소로 '정화'될 경우 [철/수소] 값은 감소하나,(정화된 후 단위 수소 원자당 철 원자의 수가 감소하므로) 철 외 다른 모든 원소들 X에 대해서 [X/철] 비율은 변하지 않는다. 반대로 가스가 일정량의 순수한 산소로 '오염'될 경우 [철/수소] 값은 변하지 않으나, [산소/철] 비율은 증가할 것이다. 일반적으로 항성 핵합성은 몇몇 원소 및 동위 원소 비율만을 바꾸기 때문에 [X/철] 비율이 0이 아닌 항성 또는 가스 샘플은 특수한 핵융합 과정을 보여 줄 것이다.

## 항성종족 I 1

항성종족 I 과 II

항성종족 I 혹은 '금속이 풍부한 항성들'은 여기서 다루는 세 종족 중 가장 금속 함유비가 높다. 태양은 항성종족 I에 속한다. 우리 은하의 나선팔에 흔하게 존재하는 항성종족이기도 하다.
통상적으로 가장 젊은 별의 무리인 극단 항성종족 I은 은하면에 가깝게 몰려 있으며 중간 항성종족 I은 은하면에서 조금 떨어진 곳에 퍼져 있다. 태양은 중간 항성종족 I에 속한다. 종족 I 항성들은 은하 중심을 타원 궤도를 그리면서 공전하며, 공전 속도가 느리다. 항성종족 중 중원소가 많이 포함된 별들은 탄생시 항성 주변에 생성된 강착 물질들로부터 행성계가 생겨났을 확률이 높다.
중간 항성종족 I과 II 사이에는 원반 항성종족 I과 II가 존재한다.

## 항성종족 II 2
항성종족 II 무리는 종족 I에 비하여 금속 함유량이 적다. 이들은 종족 I에 비해 더 오래된 별들이며, 우주가 탄생된 시점에 보다 가까운 존재들이다. 이들은 우주가 탄생된 후 얼마 지나지 않아 등장했다. 종족 II는 은하 팽대부에 흔하며(중간 항성종족 II), 이보다 더 늙고 금속함량이 적은 별들은 은하 헤일로에 존재한다.(헤일로 종족 II) 구상성단에는 항성종족 II에 속하는 별들이 큰 군집을 이루고 있다. 항성종족 II의 별들은 주기율표에서 불안정한 원소들을 제외한 모든 화학 원소들을 생성한 존재로 알려져 있다.
과학자들은 종족 II의 늙은 별들을 여러 연구 활동을 통해 조사하고 있다. 대표적인 것으로 티모시 C. 비어스 팀의 HK 천체-프리즘 연구와, 노르베르트 크리스트리엡 팀의 함부르크-유럽 남방 천문대 연구가 있는데, 이들은 흐릿한 퀘이사를 탐색했다. 그 결과 이들은 금속 함량이 매우 낮은 10개의 별들(CS22892-052, CS31082-001, BD+173248 외)및 가장 오래된 별들(HE0107-5240, HE1327- 2326)을 찾아내고 자세히 연구할 수 있었다.

## 항성종족 III 3
항성종족 III 또는 '금속이 없는 별'들은(이들은 생애의 끝에 이르러 중원소들을 생산한다. 이들의 금속 성분은 중심핵 부분에 있으며 외부에서는 관찰할 수가 없기 때문에 금속이 '없다'라고 표현한다) 이론상의 종족으로 극도로 질량이 크고 뜨거운 별들이며, 금속 성분이 없고 우주의 탄생 직후에 만들어진 것으로 추측되는 존재들이다. 이들을 직접 관측한 적은 아직 없으나, 매우 먼 우주 공간의 은하들을 중력 렌즈로 관찰한 결과 이들의 존재가 간접적으로 입증되었다. 이들은 희미한 청색 은하들의 구성원일 것으로 생각된다. 종족 III 및 희미한 청색 은하의 존재는, 대폭발 때 생겨날 수 없었던 중원소들이 퀘이사의 방출 스펙트럼에서 검출되는 현상을 설명하는 데 필요하다. 종족 III 별들은 재전리 주기를 발동시킨 것으로 생각된다.
현 이론은 태초의 별들이 질량이 컸느냐 그렇지 않느냐로 양분된다. 항성 형성 컴퓨터 모델에 기반한 이론에 따르면 대폭발 때는 중원소가 없었기 때문에 지금의 별보다 훨씬 큰 존재들이 생성될 수 있었다고 한다. 종족 III 항성들의 평균 질량은 태양의 수백 배 정도였으며 이는 지금 발견되는 가장 큰 별들보다 배는 무겁다. 반면 종족 III가 남긴 금속 물질에서 생성된, 금속함량이 낮은 종족 II 항성들을 분석한 자료에 따르면, 최초로 생겨난 별들의 질량은 태양의 10배에서 100배 정도였다고 예측하고 있다. 이 이론은 최초로 태어난 별들 중 작은 질량을 갖는 존재가 없었음을 설명해 준다. 미국 항공 우주국 제임스 웹 우주 망원경의 발사로 위 두 이론의 진위 여부가 가려질 것으로 기대하고 있다. SEGUE나 SDSS-II와 같은 새로운 분광학적 탐사들 역시 종족 III 항성을 찾는 계획이다.

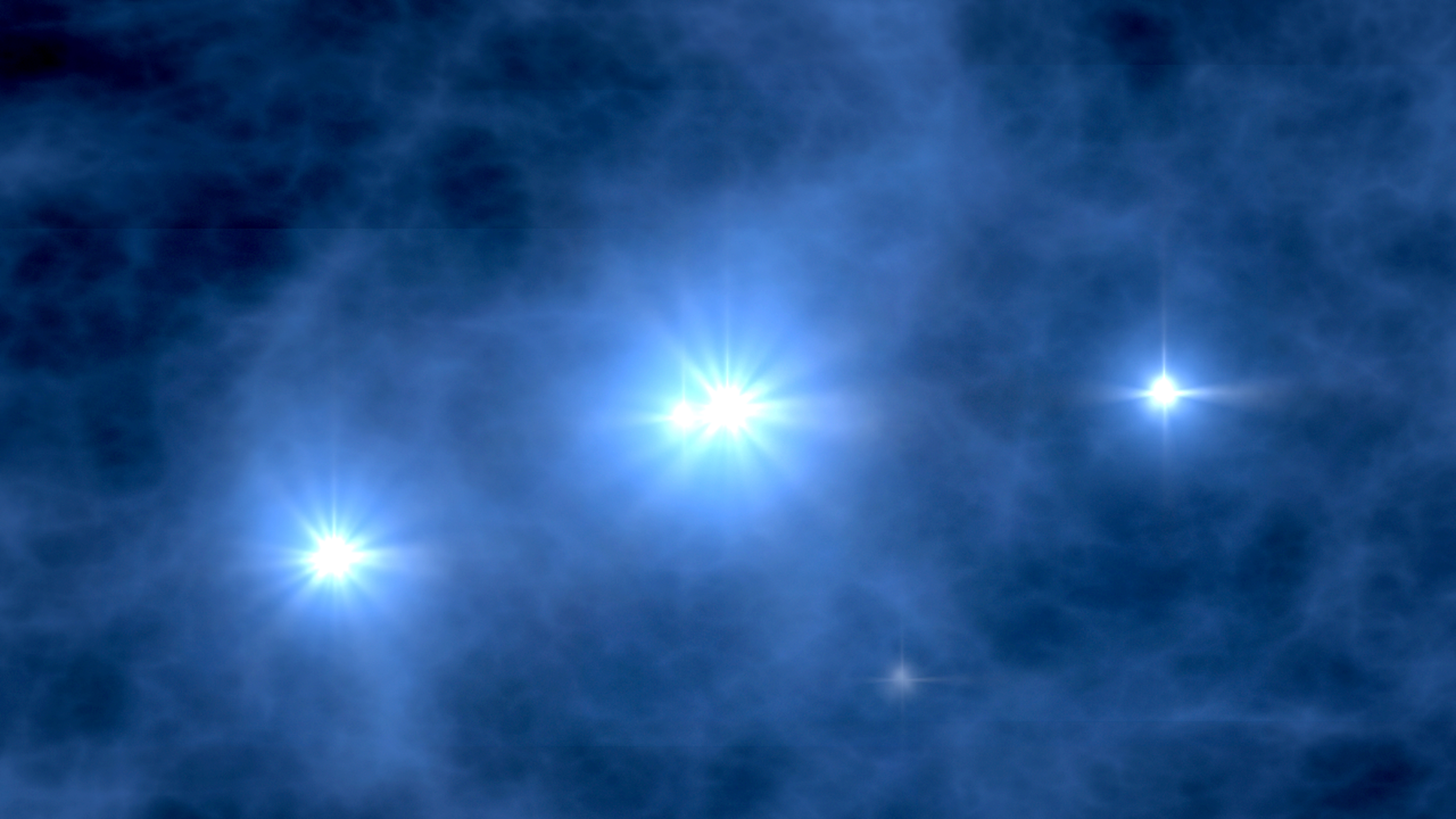
대폭발 뒤 4억 년 후에 탄생한 최초의 별들을 시뮬레이션한 그림.

오늘날 생겨날 수 있는 가장 질량이 큰 별은 대략 태양질량 110배 정도이며, 상한선을 극도로 높게 잡을 경우 150배 정도가 한계이다. 이보다 질량이 더 큰 원시별은 초기 핵융합 반응이 시작되는 단계에서 자신의 질량을 날려보내게 된다. 현재의 이론에 따르면 최초로 태어난 별들은 탄소, 산소, 질소 등의 중원소가 매우 희박했다. 별의 중심핵에 충분한 탄소, 산소, 질소가 없다면 CNO 순환은 일어나지 않으며, 이론처럼 빨리 죽지 않을 것이다. 양성자-양성자 연쇄 반응을 통한 직접 핵융합 작용의 속도는 거대한 별들이 덩치를 유지하는 데 필요한 에너지를 발생시키기에는 부족하다. 이 경우 별은 일생에 걸쳐 빛을 내지 않다가 마지막에 블랙 홀로 진화할 것이다. 이상은 천문학자들이 항성종족 III을 수수께끼의 존재로 취급하는 이유이다. 상기 이유에 따르면 종족 III는 탄생할 수 없지만, 퀘이사의 존재를 설명하기 위해서는 항성종족 III가 존재했어야 한다.
만약 이들이 실제로 현재의 항성들처럼 밝게 빛나는 존재였다면, 수명은 극도로 짧아서 백만 년도 살지 못했을 것이다. 이들은 태어난 뒤 얼마 안 되어 죽었기 때문에 현 시점에서 이들을 관찰하기 위해서는 관측 가능한 우주의 최외곽을 살펴봐야 한다. 우주 공간의 막대한 거리는 빛의 속도로도 천문학적인 시간을 소모하게 만들기 때문에, 멀리 떨어진 천체일수록 우리는 과거의 모습을 보는 셈이 된다. 따라서 관측 가능한 우주의 깊은 장소일수록 태초에 가까운 장면을 목격하게 되는 것이다. 그러나 제임스 웹 우주 망원경조차도 이렇게 먼 거리에 있는 별들을 찾아내거나, 관찰하는 것은 어려울 것으로 보인다.

## 같이 보기
- 은하의 형성 및 진화
- GRB 090423